# Rancho Alegre d’Oeste
Rancho Alegre d'Oeste ist ein brasilianisches Munizip im Westen des Bundesstaats Paraná. Es hat 2618 Einwohner (2022), die sich Rancho-Alegrenser nennen. Seine Fläche beträgt 241 km². Es liegt 529 Meter über dem Meeresspiegel.

## Etymologie
Rancho kommt aus dem Spanischen und bedeutet Siedlerhaus, Bretterhütte. Alegre bedeutet fröhlich. Der Name des Ortes rührt daher, dass es zur Zeit der Besiedlung viele wilde Tiere in der Umgebung gab, vor allem Schlangen und Jaguare. Um auf Nummer sicher zu gehen, bauten die Pioniere hölzerne Ranchos (Holzhütten oder einfache Häuser), die nachts beleuchtet und belebt waren. Drinnen erzählten sich die Bewohner Geschichten und tranken Pinga, so dass es in den Ranchos fröhlich wurde, was dem Ort seinen Namen gab.

## Geschichte

### Besiedlung
Das Gebiet des heutigen Rancho Alegre D'Oeste war zu Beginn der 1960er Jahre als Mil Alqueires (deutsch: Tausend Alqueires) bekannt und gehörte der Companhia Jamaica de Colonização. Zu dieser Zeit erwarben Manoel Medina Martins, Cícero Herculano Gomes und Cícero Domingos de Lima auf Vermittlung von Zezinho Fabrício von der Jamaika-Gesellschaft Grundstücke von je 3,5 Alqueires (8 Hektar) und beschlossen, eine Siedlung mit dem Namen Rancho Alegre zu gründen. Das erste städtische Grundstück wurde an José Cavalette verkauft. Drei Grundstücke wurden für den Bau der Schule, der Polizeistation und der Kirche zur Verfügung gestellt. Die erste Messe wurde 1962 in einer Reisverarbeitungsanlage abgehalten.

### Erhebung zum Munizip
Rancho Alegre d'Oeste wurde durch das Staatsgesetz Nr. 9311 vom 4. Juli 1990 aus Goioerê ausgegliedert und in den Rang eines Munizips erhoben.

## Geografie

### Fläche und Lage
Rancho Alegre d'Oeste liegt auf dem Terceiro Planalto Paranaense (der Dritten oder Guarapuava-Hochebene von Paraná). Seine Fläche beträgt 241 km². Es liegt auf einer Höhe von 529 Metern.

### Vegetation
Das Biom von Rancho Alegre d'Oeste ist Mata Atlântica.

### Klima
Das Klima ist gemäßigt warm. Es werden hohe Niederschlagsmengen verzeichnet (1796 mm pro Jahr). Im Jahresdurchschnitt liegt die Temperatur bei 21,3 °C. Die Klimaklassifikation nach Köppen und Geiger lautet Cfa.

### Gewässer
Rancho Alegre d'Oeste liegt im Einzugsgebiet des Rio Piquiri. Der Rio Caracol bildet die nordwestliche Grenze des Munizips. Der Rio Comissário fließt entlang der südlichen Grenze. Mitten durch das Munizip verläuft der Rio Barreiro bis zu seiner Mündung in den Rio Comissário.

### Straßen
Rancho Alegre d'Oeste liegt an der PR-472 zwischen Goioerê im Nordwesten und Juranda im Südosten.

### Nachbarmunizipien
| Goioerê           |                                             | Janiópolis |
| Quarto Centenário | Kompassrose, die auf Nachbargemeinden zeigt |            |
|                   | Ubiratã                                     | Juranda    |

## Stadtverwaltung
Bürgermeister: Adão Aristeu Ceniz, PSDB (2021–2024)
Vizebürgermeister: Everton Cassio Zanuto, PP (2021–2024)

## Demografie

### Bevölkerungsentwicklung
| Jahr | Einwohner | Stadt | Land |
| ---- | --------- | ----- | ---- |
| 2000 | 3.117     | 66 %  | 34 % |
| 2010 | 2.847     | 81 %  | 19 % |
| 2022 | 2.618     |       |      |

Quelle: IBGE, bis 2010: Volkszählungen und Volkszählung 2022

### Ethnische Zusammensetzung
| Gruppe * | 2000    | 2010    | wer sich als …                                                                   |
| --- | ------- | ------- | -------------------------------------------------------------------------------- |
| Weiße | 55,6 %  | 41,7 %  | weiß bezeichnet                                                                  |
| Schwarze | 3,2 %   | 5,2 %   | schwarz bezeichnet                                                               |
| Gelbe | 0,7 %   | 2,8 %   | von fernöstlicher Herkunft wie japanisch, chinesisch, koreanisch etc. bezeichnet |
| Braune | 40,3 %  | 49,6 %  | braun oder als Mischung aus mehreren Gruppen bezeichnet                          |
| Indigene | 0,0 %   | 0,7 %   | Ureinwohner oder Indio bezeichnet                                                |
| ohne Angabe | 0,3 %   | 0,0 %   |                                                                                  |
| Gesamt | 100,0 % | 100,0 % |                                                                                  |
| *) Anmerkung: Das IBGE verwendet für Volkszählungen ausschließlich diese fünf Gruppen. Es verzichtet bewusst auf Erläuterungen. Die Zugehörigkeit wird vom Einwohner selbst festgelegt. |         |         |                                                                                  |

Quelle: IBGE (Stand: 1991, 2000 und 2010)

## Wirtschaft

### Kennzahlen
Mit einem Bruttoinlandsprodukt pro Einwohner von 50.132,53 R$ (rund 11.100 €) lag Rancho Alegre d'Oeste 2019 an 32. Stelle der 399 Munizipien Paranás.
Sein hoher Index der menschlichen Entwicklung von 0,704 (2010) setzte es auf den 212. Platz der paranaischen Munizipien.